# Nhu cầu oxy sinh hóa
Nhu cầu oxy sinh hóa hay nhu cầu oxy sinh học (ký hiệu: BOD, từ viết tắt trong tiếng Anh của Biochemical (hay Biological) Oxygen Demand), là một chỉ số và đồng thời là một phương pháp được sử dụng để xác định xem các sinh vật sử dụng hết oxy trong nước nhanh hay chậm như thế nào. Nó được sử dụng trong quản lý và khảo sát chất lượng nước cũng như trong sinh thái học hay khoa học môi trường. BOD không là một thử nghiệm chính xác về mặt định lượng, mặc dù nó có thể coi như là một chỉ thị về chất lượng của nguồn nước. 

## Các giá trị BOD điển hình
Phần lớn các con sông còn nguyên sơ sẽ có BOD 5 ngày (ký hiệu là BOD5) là nhỏ hơn 1 mg/L. Các con sông bị ô nhiễm ở mức độ nhẹ sẽ có giá trị BOD5 trong khoảng 2–8 mg/L. Nước thải đô thị được xử lý có hiệu quả bằng công nghệ ba giai đoạn có thể có giá trị của BOD5 vào khoảng 20 mg/L. Nước thải chưa xử lý thì có giá trị BOD5 không cố định, nhưng trung bình vào khoảng 600 mg/L tại châu Âu và khoảng 200 mg/L tại Hoa Kỳ hay tại các khu vực mà nó bị thấm lọc qua nước ngầm hay nước bề mặt. Các giá trị nói chung của Hoa Kỳ thấp chủ yếu là do tại đây lượng nước tiêu thụ trên đầu người là cao hơn rất nhiều so với các khu vực khác của thế giới. Bùn sệt từ các trang trại chăn nuôi bò sữa có giá trị BOD5 vào khoảng 8.000 mg/L còn thức ăn ủ thành xi lô có giá trị BOD5 vào khoảng 60.000 mg/L.
| Mức BOD (bằng ppm) | Chất lượng nước                         |
| ------------------ | --------------------------------------- |
| 1 - 2              | Rất tốt-không có nhiều chất thải hữu cơ |
| 3 - 5              | Tương đối sạch                          |
| 6 - 9              | Hơi ô nhiễm                             |
| 10+                | Rất ô nhiễm                             |

## Thử nghiệm BOD
Việc thử nghiệm chỉ số BOD là phép đo tốc độ hấp thụ hết oxy của vi sinh vật có trong mẫu nước thử ở nhiệt độ cố định (20 °C - mẫu thử nghiệm được đặt trong tủ ủ giống như tủ lạnh) và trong một khoảng thời gian chọn trước (thường là 5 ngày) trong bóng tối. Để đảm bảo mọi điều kiện là tương đương, một lượng rất nhỏ vi sinh vật mầm mống được thêm vào trong mỗi mẫu cần thử nghiệm cũng như trong một mẫu đối chứng chỉ chứa nước cất. Mầm mống này thông thường được sinh ra từ việc hòa loãng nước cống rãnh hoạt hóa bằng nước đã khử ion. Thử nghiệm nói chung được thực hiện trong thời gian 5 ngày, nhưng các thử nghiệm BOD khác cũng hay được sử dụng.

## Phương pháp
Thử nghiệm BOD được thực hiện bằng cách hòa loãng mẫu nước thử với nước đã khử ion và bão hòa về oxy, thêm một lượng cố định vi sinh vật mầm giống, đo lượng oxy hòa tan và đậy chặt nắp mẫu thử để ngăn ngừa oxy không cho hòa tan thêm (từ ngoài không khí). Mẫu thử được giữ ở nhiệt độ 20 °C trong bóng tối để ngăn chặn quang hợp (nguồn bổ sung thêm oxy ngoài dự kiến) trong vòng 5 ngày và sau đó đo lại lượng oxy hòa tan. Khác biệt giữa lượng DO (oxy hòa tan) cuối và lượng DO ban đầu chính là giá trị của BOD. Giá trị BOD của mẫu đối chứng được trừ đi từ giá trị BOD của mẫu thử để chỉnh sai số nhằm đưa ra giá trị BOD chính xác của mẫu thử.
Giá trị mất đi của oxy hòa tan trong mẫu thử, sau khi đã hiệu chỉnh, là chỉ số của mức độ ô nhiễm, được gọi là BOD5. Tại Vương quốc Anh, allylthiourea cũng được thêm vào ngay trước khi thử nghiệm để ngăn ngừa sự oxy hóa amonia. Các kết quả từ các thử nghiệm này được gọi là BOT5(ATU) và được gọi là Carbonaceous BOD (CBOD: BOD cacbon) tại Hoa Kỳ. Ít được sử dụng hơn là thử nghiệm Ultimate BOD (UBOD: BOD tối thượng), trong đó DO được đo lặp lại bằng đồng hồ đo DO trong cùng các chai lọ chuyên biệt hóa này cho đến khi nó đạt được cân bằng.
BOD về chức năng là tương tự như nhu cầu oxy hóa học (COD) ở chỗ cả hai đều đo lượng các chất hữu cơ có trong nước. Tuy nhiên, COD là ít cụ thể hơn do nó đo mọi thứ mà về mặt hóa học có thể bị oxy hóa hơn là chỉ đo mức của các chất hữu cơ hoạt hóa về mặt sinh học.
BOD được sử dụng như là tiêu chuẩn đánh giá tính hiệu quả của các nhà máy hay phương pháp xử lý nước thải. Có nhiều chủng loại thiết bị được dùng để xác định nó.
BOD có thể được tính toán bằng:
- Không pha loãng: DO ban đầu – DO cuối cùng = BOD
- Pha loãng: ((DO ban đầu - DO cuối cùng)- BOD mầm giống) x Hệ số pha loãng

## Lịch sử sử dụng BOD
Royal Commission on River Pollution (Ủy ban Hoàng gia về Ô nhiễm Sông) được thành lập năm 1865 và sau đó là sự hình thành của Royal Commission on Sewage Disposal (Ủy ban Hoàng gia về Loại bỏ Nước thải) vào năm 1898 đã dẫn tới sự lựa chọn BOD5 vào năm 1908 như là thử nghiệm cuối cùng đối với ô nhiễm hữu cơ của các con sông. Năm ngày đã được chọn như là khoảng thời gian thích hợp cho thử nghiệm, do nó được coi là thời gian dài nhất mà nước sông có thể chảy từ thượng nguồn tới cửa sông tại Vương quốc Anh. Năm 1912, Ủy ban này cũng thiết lập tiêu chuẩn 20 ppm BOD5 như là nồng độ tối đa cho phép của nước thải đã qua xử lý để đổ vào các con sông với điều kiện là ít nhất phải có tỷ lệ hòa loãng 8:1 cho dòng chảy vào thời gian có thời tiết khô ráo. Nó được đặt trong tiêu chuẩn nổi tiếng 20:30 (BOD:Các chất rắn huyền phù) + nitrat hóa đầy đủ, được sử dụng như là tiêu chuẩn so sánh tại Vương quốc Anh cho tới tận thập niên 1970 đối với chất lượng nước tuôn ra từ các công trình xử lý nước thải.